# Laulauga Tausaga
Laulauga Tausaga-Collins (* 22. Mai 1998) ist eine US-amerikanische Leichtathletin, die sich auf den Diskuswurf spezialisiert hat. 2023 wurde sie in der Disziplin die erste US-amerikanische Weltmeisterin.

## Sportliche Laufbahn
Laulauga Tausaga studiert von 2017 bis 2019 an der University of Iowa und sammelte 2017 erste Erfahrungen bei internationalen Meisterschaften, als sie bei den U20-Panamerikameisterschaften in Trujillo mit einer Weite von 59,29 m die Goldmedaille im Diskuswurf gewann. 2019 wurde sie NCAA-Collegemeisterin im Diskuswurf und anschließend gewann sie bei den U23-NACAC-Meisterschaften in Santiago de Querétaro mit 59,37 m die Silbermedaille hinter der Jamaikanerin Shanice Love. Daraufhin gelangte sie bei den Weltmeisterschaften in Doha bis ins Finale, brachte dort aber keinen gültigen Versuch zustande. 2022 wurde sie beim British Grand Prix mit 60,80 m Dritte und im Juli gelangte sie bei den Weltmeisterschaften in Eugene mit 56,47 m im Finale auf Rang zwölf. Daraufhin siegte sie bei den NACAC-Meisterschaften in Freeport mit einem Wurf auf 63,18 m. Im Jahr darauf verbesserte sie sich bei den Weltmeisterschaften in Budapest im Finale auf 69,49 m und gewann damit völlig überraschend die Goldmedaille.

## Persönliche Bestleistungen
- Kugelstoßen: 18,02 m, 20. April 2019 in Long Beach
  - Kugelstoßen (Halle): 18,18 m, 13. Februar 2021 in Iowa City
- Diskuswurf: 69,49 m, 22. August 2023 in Budapest